# ازدواج اللون الاهتزازي الدائري
ازدواج اللون الدائري الاهتزازي هو تقنية طيفية تكتشف الاختلافات في معامل التخفيض للضوء المستقطب دائريًا يمينًا ويسارًا يمر عبر عينة. إنه امتداد لمطيافية ثنائية اللون دائرية في نطاقات الأشعة تحت الحمراء والأشعة تحت الحمراء القريبة.
نظرًا لأن ازدواج اللون الدائري الاهتزازي حساس للتوجه المتبادل للمجموعات المتميزة في الجزيء، فإنه يوفر معلومات هيكلية ثلاثية الأبعاد. وبالتالي، فهي تقنية قوية حيث يمكن محاكاة أطياف ازدواج اللون الدائري الاهتزازي الخاصة بالمصاوغات المرآتية باستخدام حسابات غير تقريبية، مما يسمح بتحديد التكوينات المطلقة للجزيئات الصغيرة في محلول من أطياف ازدواج اللون الدائري الاهتزازي. من بين هذه الحسابات الكمومية لأطياف ازدواج اللون الدائري الاهتزازي الناتجة عن الخصائص اللولبية للجزيئات العضوية الصغيرة تلك التي تستند إلى نظرية الكثافة الوظيفية (DFT) والمقاييس بما في ذلك المدارات الذرية (GIAO). كمثال بسيط للنتائج التجريبية التي تم الحصول عليها بواسطة ازدواج اللون الدائري الاهتزازي هي البيانات الطيفية التي تم الحصول عليها داخل منطقة تمديد الكربون والهيدروجين (C-H) المكونة من 21 حمضًا أمينيًا في محاليل الماء الثقيلة. وبالتالي، فإن قياسات النشاط الضوئي الاهتزازي (VOA) لها تطبيقات عديدة، ليس فقط للجزيئات الصغيرة، ولكن أيضًا للبوليمرات الحيوية الكبيرة والمعقدة مثل بروتينات العضلات (الميوسين، على سبيل المثال) والحمض النووي.

## أوضاع الاهتزاز

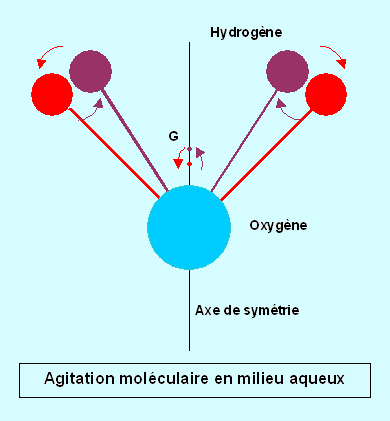

## نظرية
في حين أن الكمية الأساسية المرتبطة بامتصاص الأشعة تحت الحمراء هي قوة ثنائي القطب، فإن الامتصاص التفاضلي يتناسب أيضًا مع قوة الدوران، وهي كمية تعتمد على كل من لحظات الانتقال ثنائي القطب الكهربائي والمغناطيسي. تنتج حساسية استخدام اليدين للجزيء تجاه الضوء المستقطب دائريًا من شكل قوة الدوران. تم تطوير نظري صارم لأقراص ازدواج اللون الدائري الاهتزازي بالتزامن مع البروفيسور الراحل البروفيسور بي جيه ستيفنس، في جامعة جنوب كاليفورنيا، ومجموعة البروفيسور ايه دي باكنغهام، في جامعة كامبريدج في المملكة المتحدة، ونُفذت لأول مرة بشكل تحليلي في حزمة كامبريدج التحليلية المشتقة (CADPAC) بواسطة آ ردي آموس. التطورات السابقة من قبل د. كارج  و تي ثيرماشيديمان من الجامعة الوطنية الأسترالية  ولاري إيه نافي وتيريزا بي فريدمان من جامعة سيراكيوز على الرغم من صحتهما من الناحية النظرية، إلا أنهما لم يتمكنا من التنفيذ بشكل مباشر، مما منع استخدامها. فقط مع تطوير شكليات ستيفنز كما تم تنفيذها في CADPAC، أصبح الحساب النظري الفعال والسريع من الناحية النظرية لأطياف ازدواج اللون الدائري الاهتزازي للجزيئات اللولبية أمرًا ممكنًا. حفز هذا أيضًا على تسويق أدوات ازدواج اللون الدائري الاهتزازي بواسطة بيوتولز وبروكر وجاسكو وثيرمو نيكوليه (الآن ثيرمو فيشر).

## الببتيدات والبروتينات
تم الإبلاغ عن دراسات مكثفة لأقراص ازدواج اللون الدائري الاهتزازي لكل من عديد ببتيدات وعديد البروتينات في المحلول؛ تم أيضًا تجميع العديد من المراجعات الحديثة. قائمة منشورات ازدواج اللون الدائري الاهتزازي واسعة ولكنها ليست شاملة متوفرة في قسم «المراجع». أثبتت التقارير المنشورة على مدار الـ 22 عامًا الماضية أن ازدواج اللون الدائري الاهتزازي تقنية قوية ذات نتائج محسّنة مقارنة بتلك التي تم الحصول عليها سابقًا عن طريق ازدواج اللون الدائري المرئي / فوق البنفسجي (CD) أو التشتت الدوراني البصري (ORD) للبروتينات والأحماض النووية.
تم توثيق التأثيرات الناتجة عن المذيبات على تثبيت الهياكل (المطابقين وأنواع الأيونات ثنائية القطب) للأحماض الأمينية والببتيدات والتأثيرات المقابلة التي شوهدت في ازدواج اللون الدائري الاهتزازي (ازدواج اللون الدائري الاهتزازي) وأطياف النشاط البصري رامان (ROA) مؤخرًا بواسطة مجموعة نظرية وعمل تجريبي على ل-ألانين ون- أسيتيل ل-ألانين ن-ميثيلاميد. كما لوحظت تأثيرات مماثلة في أطياف الرنين المغناطيسي النووي (NMR) من قبل مجموعات وايز وويسشار في جامعة ويسكونسن ماديسون.

## أحماض نووية
أُبلغ عن أطياف ازدواج اللون الدائري الاهتزازي للنيوكليوتيدات وعديد النيوكليوتيدات الاصطناعية والعديد من الأحماض النووية، بما في ذلك الحمض النووي، من حيث نوع وعدد الحلزونات الموجودة في A- وB- وZ-DNA.

## الأجهزة
يمكن اعتبار ازدواج اللون الدائري الاهتزازي على أنه تقنية حديثة نسبيًا. على الرغم من أن النشاط البصري الاهتزازي وخاصة ازدواج اللون الدائري الاهتزازي معروف منذ فترة طويلة، فقد تم تطوير أول أداة ازدواج اللون الدائري الاهتزازي في عام 1973 وكانت الأدوات التجارية متاحة فقط منذ عام 1997.
بالنسبة للبوليمرات الحيوية مثل البروتينات والأحماض النووية، يكون الفرق في الامتصاصية بين تكوينات الدوران الأيمن والدوران الأيسر أصغر بخمس مرات من الامتصاص المقابل (غير المستقطب). لذلك، تتطلب ازدواج اللون الدائري الاهتزازي الخاصة بالبوليمرات الحيوية استخدام أجهزة حساسة للغاية ومصممة خصيصًا بالإضافة إلى متوسط الوقت على فترات زمنية طويلة نسبيًا حتى مع أجهزة قياس طيف ازدواج اللون الدائري الاهتزازي الحساسة. تنتج معظم أدوات القرص المضغوط ضوءًا مستقطبًا دائريًا يسارًا ويمينًا والذي يكون بعد ذلك إما موجة جيبية أو موجة مربعة معدلة، مع اكتشاف لاحق لحساسية الطور وتضخيم قفل للإشارة المكتشفة. في حالة تحويل فورييه بازدواج اللون الدائري الاهتزازي FT-ازدواج اللون الدائري الاهتزازي، يتم استخدام مُعدِّل ضوئي مرن (PEM) بالاقتران مع إعداد مقياس التداخل تحويل فورييه الطيفي بالأشعة تحت الحمراء FTIR. ومن الأمثلة على ذلك مقياس التداخل طراز Bomem MB-100 FTIR المزود ببصريات / ملحقات استقطاب إضافية مطلوبة لتسجيل أطياف ازدواج اللون الدائري الاهتزازي. تظهر حزمة موازية من خلال منفذ جانبي لمقياس التداخل الذي يمر أولاً من خلال مستقطب خطي لشبكة سلكية ثم من خلال بلورة سيلينيد الزنك ZnSe بلورية PEM ذات الشكل الثماني والتي تعدل الحزمة المستقطبة بتردد ثابت منخفض مثل 37.5 كيلو هرتز. تُظهر البلورة المجهدة ميكانيكيًا مثل سيلينيد الزنك ZnSe الانكسار عند الضغط عليها بواسطة محول طاقة كهروضغطية مجاور. يتم وضع المستقطب الخطي بالقرب من المحور البلوري سيلينيد الزنك ZnSe وعند 45 درجة. يتم تعديل الإشعاع المستقطب المركّز على الكاشف بشكل مضاعف، بواسطة كل من PEM وإعداد مقياس التداخل. يتم أيضًا تحديد كاشف ضوضاء منخفض جدًا، مثل مدة الدوران الوسطية لتيلوريد كادميوم الزئبق (HgCdTe)، للكشف عن حساسية الطور لإشارة ازدواج اللون الدائري الاهتزازي ازدواج اللون الدائري الاهتزازي. أول مطياف لازدواج اللون الدائري الاهتزازي ازدواج اللون الدائري الاهتزازي مخصص تم طرحه في السوق هو شيرال أي ار من بوميم/بيوتولز، في عام 1997. تقدم ثيرمو الكترون وبروكر وجاسكو وبيوتولز إما ملحقات ازدواج اللون الدائري الاهتزازي أو أجهزة قائمة بذاتها. لمنع تشبع الكاشف، يتم وضع مرشح تمرير موجي طويل مناسب قبل كاشف MCT منخفض الضوضاء، والذي يسمح فقط بالإشعاع الذي يقل عن 1750 سم 1 للوصول إلى كاشف MCT؛ لكن هذا الأخير يقيس الإشعاع حتى 750 سم فقط. يتم بعد ذلك تنفيذ تراكم أطياف FT-ازدواج اللون الدائري الاهتزازي لمحلول العينة المحدد ورقمنته وتخزينه بواسطة كمبيوتر متصل. المراجعات المنشورة التي تقارن طرق ازدواج اللون الدائري الاهتزازي المختلفة متاحة أيضًا.

## نمذجة أطياف ازدواج اللون الاهتزازي الدائري
في عام 1994 ، أبلغ باحثون في جامعة جنوب كاليفورنيا (USC)، ومختبر أبحاث الجيش الأمريكي (USARL)، وشركة لورنتزيان، عن تصنيف دقيق لتقنيات التحليل الميكانيكي الكمومي لتحديد الترددات الاهتزازية، ونقاط القوة ثنائية القطب، وقوة الدوران من جزيء عضوي. كان هذا الترتيب المزعوم للنظرية الوظيفية للكثافة (DFT) عند المستوى النظري B3LYP / 6-31G * هو الحساب الأكثر دقة وفعالية المستخدمة في نمذجة وأطياف ثنائية اللون دائرية (ازدواج اللون الدائري الاهتزازي). يمكن استخدام حسابات البنية الإلكترونية، عن طريق حل إما معادلة شرودنجر أو معادلة كون-شام، للحصول على معلومات حول طاقة الحالة الأرضية، وتردد اهتزازات الرابطة، وكثافة الإلكترون (Ψ2)، وخصائص أخرى.
غالبًا ما تتضمن الحسابات النظرية للطاقة الاهتزازية معادلة شرودنجر مع عامل هاميلتوني. يمكن لأجهزة الحاسوب التي تعالج هذه الحسابات الضخمة أن تدمج الطاقة الحركية للجزيء بالإضافة إلى العدد الهائل من التنافرات والجاذبية الكولومبية بين الجسيمات دون الذرية. يقال إن الحسابات مكلفة للغاية، حيث إنها صعبة وتستغرق وقتًا طويلاً لإنجازها. هذا جزئيًا لأن دمج تفاعلات الإلكترون والإلكترون في المعادلة يتضمن تحديد تفاعلات تبادل الإلكترون. تبحث طرق مثل DFT وطريقة هارتري فوك في مجموعة من المدارات الذرية المشار إليها كأساس تم تعيينه لتقدير دالة الموجة الجزيئية. يمكن استخدام دالة الموجة لحساب الخصائص الانعكاسية ذات الأهمية مثل التردد وطول الموجة والطاقة وما إلى ذلك. هارتري فوك مع حلقة تغذية مرتدة تسمى حقل متسق ذاتيًا يعمل باستمرار على تحسين تقديرات دالة الموجة حتى تقع القيمة ضمن تغيير مُرضٍ في عتبة الطاقة بحيث يتقارب الحساب مع حل تقريبي للدالة الموجية. حللت الدراسة التي أجرتها جامعة جنوب كاليفورنيا ومختبر أبحاث الجيش الأمريكي وشركة لورنتزيان. أطياف الأشعة تحت الحمراء (FTIR) وازدواج اللون الدائري الاهتزازي للجزيء اللولبي  4-ميثيل -2-أوكسيتانون. كانت نطاقات لورنتزيان مناسبة لأطياف FTIR وازدواج اللون الدائري الاهتزازي للحصول على شدة الذروة وعرض الخط والتردد، والتي يمكن استخدامها لاستنتاج خصائص مثل قوة ثنائي القطب وقوة الدوران. ثم تمت مقارنة هذه القيم التجريبية بالنتائج النظرية. أفاد العلماء أن حسابات تحويل فورييه المتقطع (DFT) تم تقييمها باستخدام أطياف FTIR وازدواج اللون الدائري الاهتزازي الوظيفية الأفضل نموذجًا لـ B3LYP. لتحقيق نسبة تكلفة إلى فائدة أفضل، أوصى الباحثون بإقران هذه الطريقة مع مجموعة الأساس 6-31G *. كانت ثاني أفضل طريقة تم الإبلاغ عنها هي نظرية اضطراب مولر- بليسيت من الدرجة الثانية (MP2). كانت طريقتا الحساب الثالثة والرابعة الأفضل هما DFT بوظيفتي BLYP وتقريب كثافة الدوران المحلية على التوالي. ذكر الباحثون أن حسابات منذ البدء لهارتري فووك الميدانية المتسقة ذاتيًا (HF-SCF) صممت على غرار أطياف FTIR وازدواج اللون الدائري الاهتزازي بأقل دقة مقارنة بالمنهجيات الأخرى التي تم فحصها.
كانت الأهمية في التحسين المزعوم في دقة حسابات DFT على تقنيات ab initio أنه تم الإبلاغ عن حسابات DFT لتسريع سرعة الحساب. من خلال تقييم إمكانات فعالة باستخدام كثافة الإلكترون، والتي يمكن تحديدها عبر ثلاث درجات من الحرية، يتجنب DFT تقييم الجهود الكولومبية بين كل إلكترون واحد، والذي يتم تحديده عبر 3N درجات الحرية (حيث N هو عدد الإلكترونات). مجموعة الأساس B3LYP عبارة عن مجموعة هجينة بين مصطلحات تبادل هارتري فووك وكذلك التصحيحات المحلية والمتدرجة لتفاعلات التبادل والارتباط. لذلك، يُزعم أن وظيفة B3LYP تعمل على نمذجة FTIR وازدواج اللون الدائري الاهتزازي بكفاءة لبعض الجزيئات عبر DFT بجزء بسيط من التكلفة.

## ازدواج اللون الاهتزازي الدائري المغناطيسي
تم الإبلاغ عن أطياف ازدواج اللون الدائري الاهتزازي أيضًا في وجود مجال مغناطيسي خارجي مطبق. يمكن أن تعزز هذه الطريقة الدقة الطيفية لأقراص ازدواج اللون الدائري الاهتزازي للجزيئات الصغيرة.

## نشاط رامان البصري (ROA)
ROA هي تقنية مكملة لأقراص ازدواج اللون الدائري الاهتزازي مفيدة بشكل خاص في المنطقة الطيفية من 50 إلى 1600 سم؛ تعتبر التقنية المختارة لتحديد النشاط البصري لطاقات الفوتون الأقل من 600 سم -1.